# Jugendarbeitsschutz
Der Begriff Jugendarbeitsschutz steht für politische Maßnahmen zum personenbezogenen Schutz von Kindern und Jugendlichen im Erwerbsleben. Der Jugendarbeitsschutz ist damit sowohl ein Teilbereich des Arbeitsrechts bzw. des Arbeitsschutzes als auch des Jugendschutzes.

## Geschichte
Aus historischer Sicht stellen Bestimmungen zum Jugendarbeitsschutz die ältesten Maßnahmen im Bereich des gesetzlichen Arbeitnehmerschutzrechts dar. Ein Beispiel hierfür ist das preußische „Regulativ über die Beschäftigung jugendlicher Arbeiter in Fabriken“ vom 9. März 1839.

## Instrumente
Instrumente des Jugendarbeitsschutzes sind bzw. können sein:
- Verbote, z. B. das generelle Verbot der Kinderarbeit  und ggf. Jugendlichen unterhalb eines gesetzlich festgelegten Mindestalters oder das Verbot bestimmter Beschäftigungen
- besondere Rechte von Kindern und Jugendlichen, z. B. im Hinblick auf die Arbeitszeit oder auch im Rahmen der betrieblichen Interessenvertretung

Der Jugendarbeitsschutz ist Gegenstand der nationalen Gesetzgebung (in Deutschland: Jugendarbeitsschutzgesetz, in Österreich: Kinder- und Jugendlichenbeschäftigungsgesetz), der Rechtsetzung im Bereich der EU-Sozialpolitik sowie internationaler Konventionen (Art. 32 der UN-Kinderrechtskonvention, Art. 10.3 des Internationalen Pakts über wirtschaftliche, soziale und kulturelle Rechte).